# Animal (album Shining)
Animal è l'ottavo album in studio del gruppo musicale norvegese Shining, pubblicato il 19 ottobre 2018 dalla Spinefarm Records.

## Descrizione
Animal rappresenta un significativo distacco dalle sonorità heavy metal e jazz tipiche delle scorse pubblicazioni, risultando il primo album del gruppo privo di sassofono. Riguardo a questo cambiamento, il frontman Jørgen Munkeby ha dichiarato:
Il risultato è un disco dalle sonorità prevalentemente hard rock e pop rock, caratterizzato da un maggiore utilizzo del cantato melodico, dei sintetizzatori e dell'Auto-Tune. Per la prima volta in carriera Munkeby non risulta più l'unico autore dei testi, collaborando il bassista Ole Vistnes e il produttore Sean Beavan, oltre che da ulteriori ospiti.

## Promozione
Il 1º settembre 2017 gli Shining hanno pubblicato il singolo Everything Dies, seguito poco tempo dopo dal relativo lyric video. Dopo aver inizialmente programmato l'uscita dell'album per la primavera del 2018, rinviandolo ulteriormente per apportare vari cambiamenti, il 17 agosto il gruppo ha reso disponibile il secondo singolo Animal e una nuova versione di Everything Dies appositamente remixata e rimasterizzata per l'album.
Il terzo singolo Fight Song è stato presentato il 12 ottobre 2018, una settimana prima dalla pubblicazione dell'album; per esso è stato realizzato anche un video musicale, pubblicato il 30 novembre dello stesso anno. Con il lancio dell'album gli Shining hanno intrapreso un'estesa tournée europea partita a Bergen il 19 ottobre, tenendo l'ultima data a Bohinjska Bistrica il 1º dicembre.

## Accoglienza
| Recensione    | Giudizio |
| ------------- | -------- |
| Louder        |          |
| Metallized.it | 55/100   |
| MetalSucks    |          |
| Truemetal.it  | 73/100   |

Animal è stato accolto con recensioni miste da parte della critica specializzata. Vince Neilstein di MetalSucks ha definito il disco un «bizzarro pacchetto hard rock che prende gli elementi pop che sono sempre stati nelle sonorità del gruppo e li spinge in primo piano», elogiando brani come la title track, Smash It Up!, Everything Dies e Take Me, ma criticando l'eccessivo uso di Auto-Tune in brani come My Church, When I'm Gone e When the Lights Go Out. Dello stesso parere si è trovato anche Luca Chiariello del sito Metallized.it, spiegando che «Animal non è un album brutto, inascoltabile, ma è decisamente carente sotto vari punti di vista, specialmente se ripensiamo al passato della band. Produzione pompata all'inverosimile, Auto-Tune ovunque, songwriting e testi decisamente banali a parte qualche sporadica eccezione. In parte comprensibile la scelta di questo esperimento che strizza l'occhio al mainstream, ma nonostante l'impronta del genio di Munkeby sia percepibile, per quanto riguarda la qualità c'è ancora molto su cui lavorare».
Il sito Metal Storm ha apprezzato l'album, notando che nonostante siano assenti il sassofono o «i momenti di follia, furia e rabbia [...] è ancora un album hard rock piuttosto ordinato e, soprattutto, divertente». Stephen Hill di Louder ha assegnato due stelle su cinque a Animal, scrivendo che «la maggior parte del disco comprende alcuni sintetizzatori e canzoni molto standard che si trovano da qualche parte tra la moderna musica pop moderna e il power metal esplosivo». Il sito Everything Is Noise ha evidenziato come l'album risulti anonimo, «privo di riff memorabili, ritornelli orecchiabili o persino riconoscibili emozioni umane [...] Lo strano, vagamente insignificante fascino di Munkeby per un lessico religioso raggiunge nuovi livelli di vuoto. [...] Anche i momenti tranquilli suonano vuoti».

## Tracce
Musiche di Jørgen Munkeby, Ole Vistnes e Sean Beavan, eccetto dove indicato.
1. Take Me – 3:32 (testo: Jørgen Munkeby, Astrid Williamson, Sean Beavan, Ole Vistnes)
2. Animal – 3:32 (testo: Jørgen Munkeby, Sean Beavan)
3. My Church – 3:36 (testo: Jørgen Munkeby, Sean Beavan, Øystein Greni)
4. Fight Song – 3:50 (testo: Jørgen Munkeby, Astrid Williamson – musica: Jørgen Munkeby, Ole Vistnes)
5. When the Lights Go Out – 3:40 (testo: Jørgen Munkeby, Astrid Williamson, Sean Beavan)
6. Smash It Up! – 3:24 (testo: Jørgen Munkeby, Astrid Williamson, Sean Beavan, Ole Vistnes)
7. When I'm Gone – 3:42 (testo: Jørgen Munkeby, Sean Beavan, Astrid Williamson, Frederik Thaae – musica: Jørgen Munkeby, Frederik Thaae, Ole Vistnes, Sean Beavan)
8. Everything Dies – 3:50 (testo: Jørgen Munkeby, Sean Beavan)
9. End – 4:22 (testo: Jørgen Munkeby, Astrid Williamson, Sean Beavan, Frederik Thaae – musica: Jørgen Munkeby, Ole Vistnes, Frederik Thaae, Sean Beavan)
10. Hole in the Sky – 4:03 (Jørgen Munkeby, Sean Beavan)

## Formazione
Gruppo
- Jørgen Munkeby – voce, chitarra, tastiera aggiuntiva
- Ole Vistnes – basso, cori, tastiera aggiuntiva
- Tobias Ørnes Andersen – batteria
- Håkon Sagen – chitarra
- Eirik Tovsrund Knutsen – tastiera

Altri musicisti
- Sean Beavan – cori, tastiera aggiuntiva
- pubblico di Cluj-Napoca, Budapest, Zagabria, Nantes, Porsgrunn e Oslo – hooligan vocals (traccia 6)
- Frederik Thaae – chitarra acustica (traccia 7)
- Linnea Dale – voce (traccia 10)

Produzione
- Sean Beavan – produzione, registrazione, missaggio (traccia 10)
- Jørgen Munkeby – registrazione
- Jacob Dobewall – registrazione
- Mike Hartung – registrazione
- Ole Vistnes – registrazione
- Kane Churko – missaggio (eccetto traccia 10), mastering
- F.A.M.E.'s Music Production Company – registrazione coro (traccia 7)